# Heliotropium dicricophorum
Heliotropium dicricophorum är en strävbladig växtart som beskrevs av K. H. Rechinger och Riedl. Heliotropium dicricophorum ingår i Heliotropsläktet som ingår i familjen strävbladiga växter. Inga underarter finns listade i Catalogue of Life.